# Filip Stanić
Filip Stanić (Berlino, 14 gennaio 1998) è un cestista tedesco.